# Roc del Corb (Borredà)
El Roc del Corb és una muntanya de 925 metres que es troba al municipi de Borredà, a la comarca catalana del Berguedà.